# Obere Stadtmühlgasse 7 (Weißenburg in Bayern)

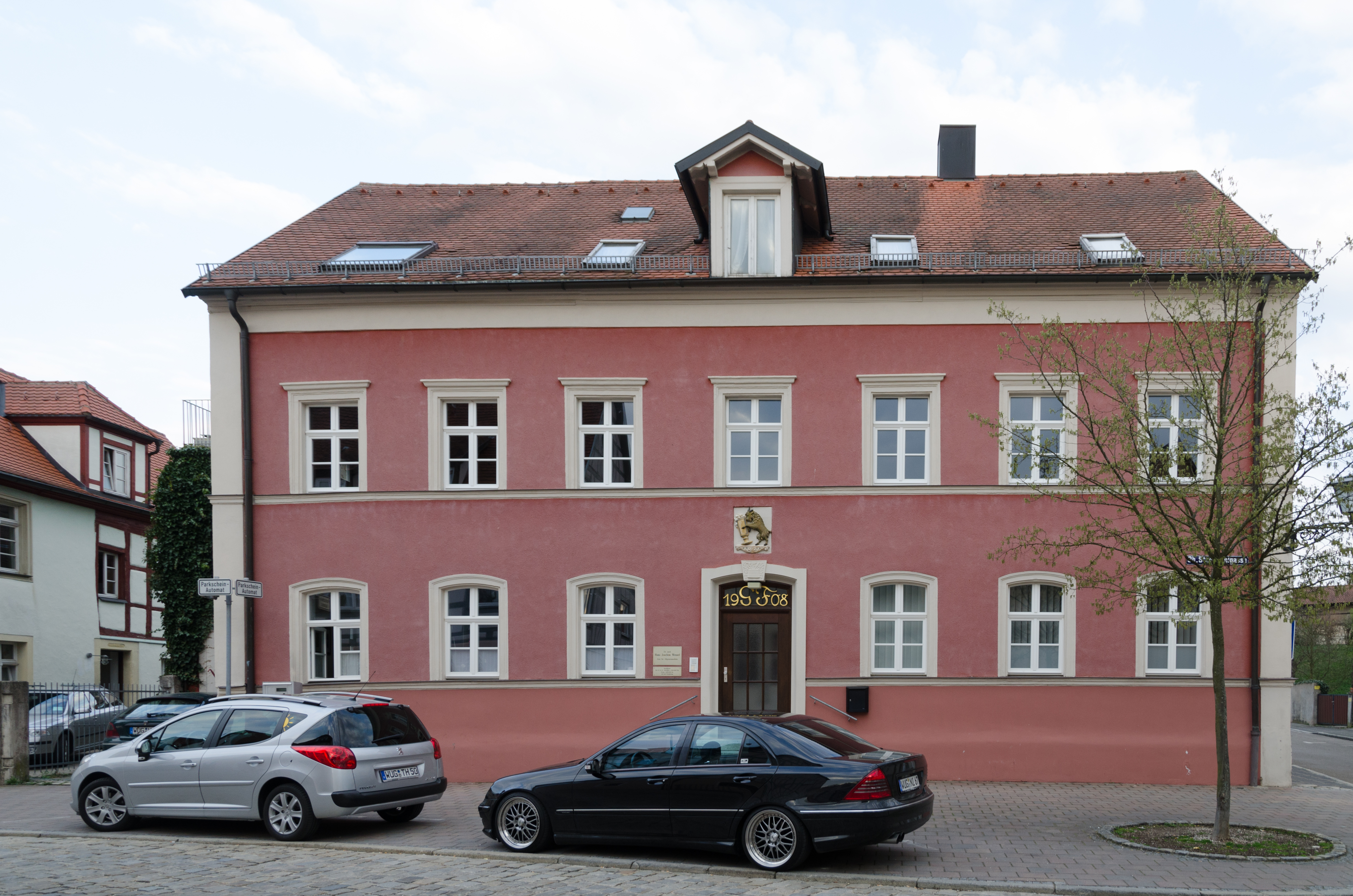
Haus Obere Stadtmühlgasse 7 in Weißenburg

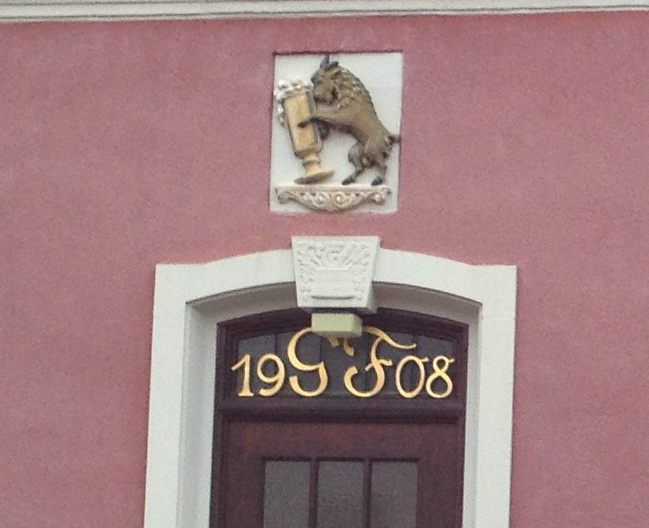
Wappen Grauer Bock und Initialen von Georg Fottner der 1908 das Anwesen übernommen hat

Das Haus Obere Stadtmühlgasse 7 ist ein Geschäftshaus, eine ehemalige Gaststätte und eine ehemalige Brauerei (Brauerei Fottner) innerhalb der denkmalgeschützten Altstadt der mittelfränkischen Stadt Weißenburg in Bayern im Landkreis Weißenburg-Gunzenhausen. Das Gebäude ist unter der Denkmalnummer D-5-77-177-305 als Baudenkmal in die Bayerische Denkmalliste eingetragen.

## Geographische Lage
Das Eckhaus steht umgeben von weiteren denkmalgeschützten Bauwerken auf einer Höhe von 419 Metern über NHN. Es steht am tiefsten Punkt der Altstadt im Bereich der südlichen Stadterweiterung von 1376.

## Geschichte
Das Gebäude wurde 1878 vom Maurermeister Johann Georg Barth nach Plänen von Karl Bittner auf einem Gartengrundstück als Wohnhaus im spätklassizistischen Stil errichtet. 1894 verlegte der Aschensammler Eduard Reindel seine Gaststätte vom Gebäude gegenüber in die rechte Seite des Anwesens Obere Stadtmühlgasse 7. Im Sommer 1908 übernahm Georg Fottner die Gaststätte und ab 1909 begann Fottner mit dem Brauen von Weizenbier. Obwohl dies nur in einem kleinen Bottich im Vereinszimmer erfolgte, gilt das als der Beginn der Brauerei Fottner. In der Stadtbevölkerung war immer nur vom Fottner die Rede, weniger vom „Grauen Bock“. Ende 1969 wurde der Betrieb der Brauerei eingestellt. 1970 erwarb die Privatbrauerei Hofmühl aus Eichstätt das Anwesen und baute die Brauerei um. Der Gaststättenbetrieb lief noch bis 1995 weiter. 2001 wurde das Gebäude umgebaut und renoviert und im Erdgeschoss eine Arztpraxis eingerichtet.